# Som kirguís
El som kirguís (en kirguís кыргыз сом, kyrgyz som, o simplement сом, som) és la moneda del Kirguizstan des del 10 de maig del 1993, en què va substituir el ruble soviètic a raó de 200 rubles per som. El codi ISO 4217 és KGS. El mot som significa «pur» en kazakh, kirguís, uigur, uzbek i altres llengües turqueses, en el sentit d'«or pur». Se subdivideix en 100 tyiyn (тыйын).
És emès pel Banc Nacional de la República Kirguís (Кыргыз Республикасынын Улуттук Банкы, Kyrgyz Respublikasynyn Uluttuk Banky).

## Monedes i bitllets
Hi ha bitllets d'1, 10 i 50 tyiyn i d'1, 5, 10, 20, 50, 100, 200, 500, 1.000 i 5.000 som, emesos en diverses sèries. Tenen representats en una cara personatges històrics kirguisos i en l'altra edificis famosos.
Fins al 2008 no se'n van encunyar monedes, ja fins i tot la fracció circulava en forma de bitllets. Els valors de les monedes actuals són de 10 i 50 tyiyn i 1, 3 i 5 som. S'encunyen al Kazakhstan.

## Taxes de canvi
- 1 EUR = 93,7067 KGS (8 d'octubre del 2020)
- 1 USD = 79,6166 KGS (8 d'octubre del 2020)

Aquestes taxes de canvi fan que el som kirguís sigui la segona unitat monetària de més valor de l'Àsia central.